# Hibbertia pachyphylla
Hibbertia pachyphylla är en tvåhjärtbladig växtart som beskrevs av Judith Roderick Wheeler. Hibbertia pachyphylla ingår i släktet Hibbertia och familjen Dilleniaceae. Inga underarter finns listade i Catalogue of Life.